# Esmee Brugts
Esmee Brugts (Heinenoord, Països Baixos; 28 de juliol de 2003) és una futbolista neerlandesa. Juga com a davantera al FC Barcelona (femení) de la Lliga F d'Espanya. És internacional amb la selecció de Països Baixos.

## Trajectòria
Brugts va començar a jugar al futbol al SV Heinenoord quan tenia 5 anys. Es va traslladar al FC Binnenmaas vuit anys després per a jugar allà durant quatre anys.

### PSV
Era molt buscada quan va signar el seu primer contracte amb el PSV als 16 anys en el 2020. El 13 d'agost de 2020 va debutar amb el seu nou club en un partit de pretemporada davant l'Olympique de Lió. En la seva primera temporada al PSV va disputar 13 partits de lliga, marcant 3 gols. A la final de la Copa dels Països Baixos va jugar els 90 minuts, quan el PSV va derrotar a l'ADO Den Haag per 1-0. En la seva segona temporada al 2022, va jugar novament la final de la Copa, perdent 2-1 davant l'Ajax.

### FC Barcelona
El 22 d'agost de 2023 va ser presentada com a nova jugadora del FC Barcelona.

## Selecció
Brugts ha jugat per a la selecció neerlandesa en diverses categories juvenils. El 16 de febrer de 2022 va debutar amb la selecció absoluta dels Països Baixos en un partit contra el Brasil durant el Tournoi de France de 2022. Va entrar al camp a 6 minuts de finalitzar el partit, reemplaçant a Victoria Pelova. Va marcar el seu primer gol amb la selecció nacional el 8 d'abril de 2022 en un partit contra Xipre. El 6 de setembre de 2022, va fer el 1-0 als 93 minuts en la victòria sobre Islàndia que va portar a les Lleones a classificar-se per a la Copa Mundial de 2023 com a líders del Grup C. Va disputar el Mundial de 2023.

## Palmarès

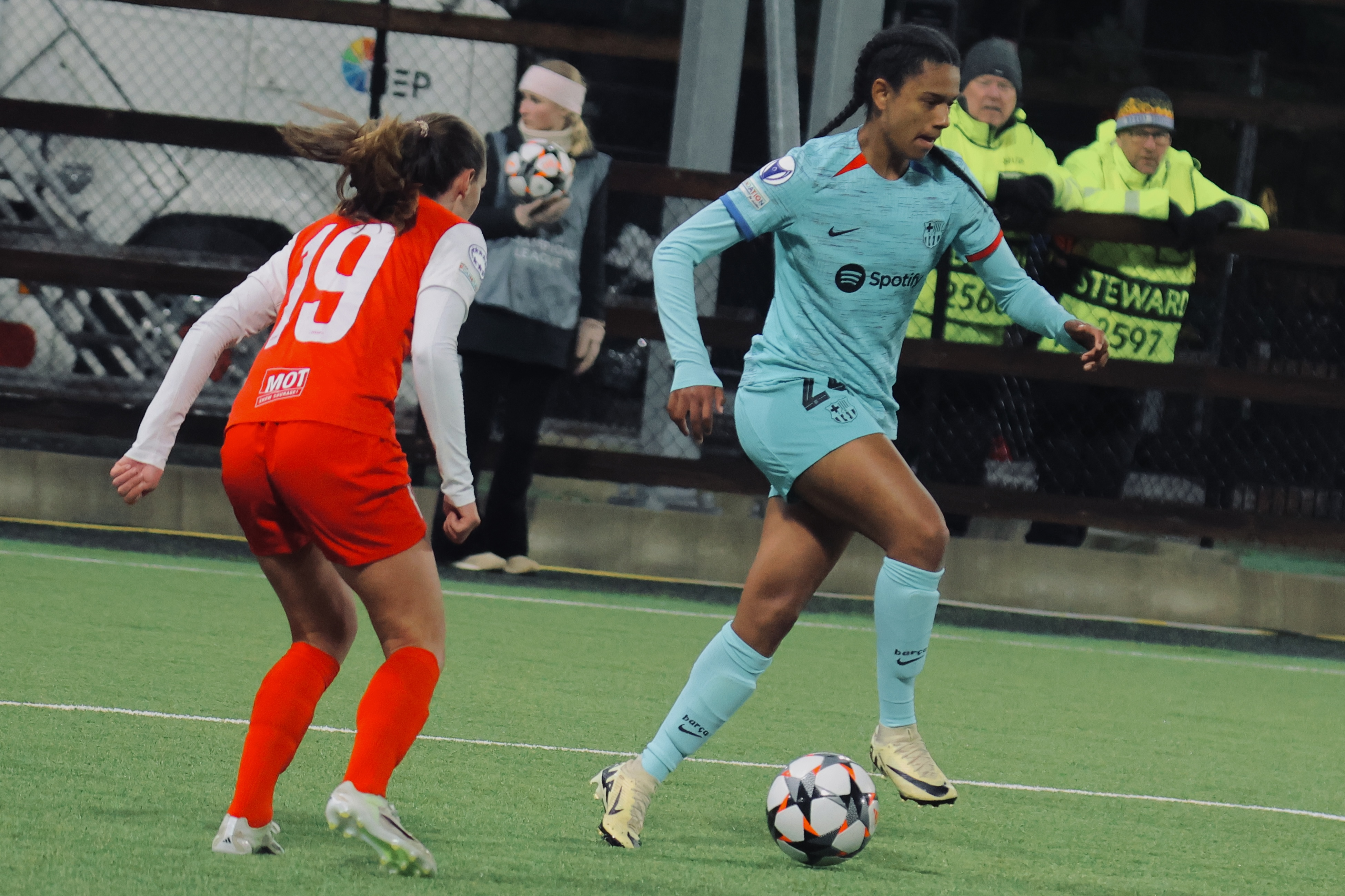
Partit de Champions amb el Barça, 2024

### Títols nacionals
| Títol                   | Club          | País          | Any     |
| ----------------------- | ------------- | ------------- | ------- |
| Copa dels Països Baixos | PSV Eindhoven | Països Baixos | 2020-21 |